# Challenger de Temuco
El Challenger de Temuco (nombre oficial: Dove Men+Care Challenger Temuco) es un torneo de tenis de la categoría Challenger que se lleva a cabo en Temuco, Chile. La primera edición fue en noviembre de 2022 y se juega al aire libre sobre cemento.

## Lista de ganadores

### Singles
| Año  | Campeón              | Finalista            | Resultado      |
| ---- | -------------------- | -------------------- | -------------- |
| 2022 | Guido Andreozzi      | Nicolás Kicker       | 4–6, 6–4, 6–2. |
| 2023 | Aleksandar Kovacevic | Gilbert Klier Júnior | 4–6, 6–3, 6–3. |

### Dobles
| Año  | Campeones                       | Finalistas                                | Resultado |
| ---- | ------------------------------- | ----------------------------------------- | --------- |
| 2022 | Guido Andreozzi Guillermo Durán | Luis David Martínez Jeevan Nedunchezhiyan | 6–4, 6–2. |
| 2023 | Mateus Alves Matías Soto        | Aleksandar Kovacevic Keegan Smith         | 6–2, 7–5. |